# Antoni Clavé

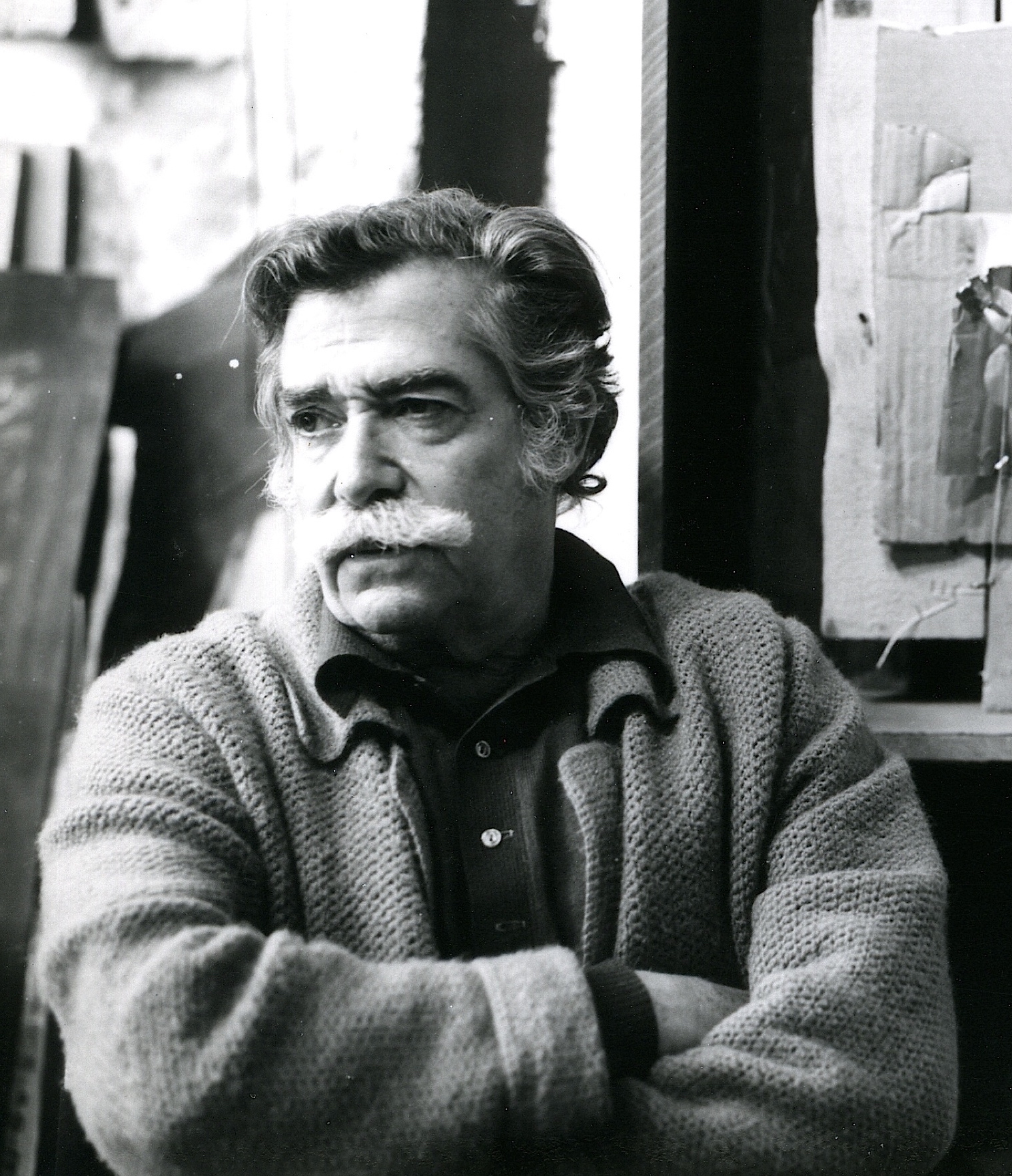
Antoni Clavé i Sanmartí (1983)

Antoni Clavé i Sanmartí (* 5. April 1913 in Barcelona; † 31. August 2005 in Saint-Tropez) war ein bedeutender zeitgenössischer spanischer Maler und Bildhauer.

## Leben
Der Autodidakt Antoni Clavé begann seine künstlerische Laufbahn mit Illustrationen und dem Entwurf von Bühnenbildern. Während der Franco-Diktatur 1939–1975 emigrierte er ins französische Exil. Dort lernte er auch Pablo Picasso kennen, der wesentlichen Einfluss auf die künstlerische Entwicklung von Clavé hin zum Abstrakten hatte. Viele seiner Werke sind Collagen von Textilien und Papier, aber auch Radierungen. Clavé zählt zu den Vertretern der Ecole de Paris.
Antoni Clavé war Teilnehmer der documenta II (1959) und der documenta III im Jahr 1964 in Kassel.
1978 wurde eine große Retrospektive von ihm im Pariser Centre Pompidou gezeigt.
Neben Antoni Tàpies zählte er zu den bekanntesten zeitgenössischen Malern Spaniens.

## Auszeichnungen (Auswahl)
- Commandeur des Ordre des Arts et des Lettres[1]